# President de la Polinèsia Francesa

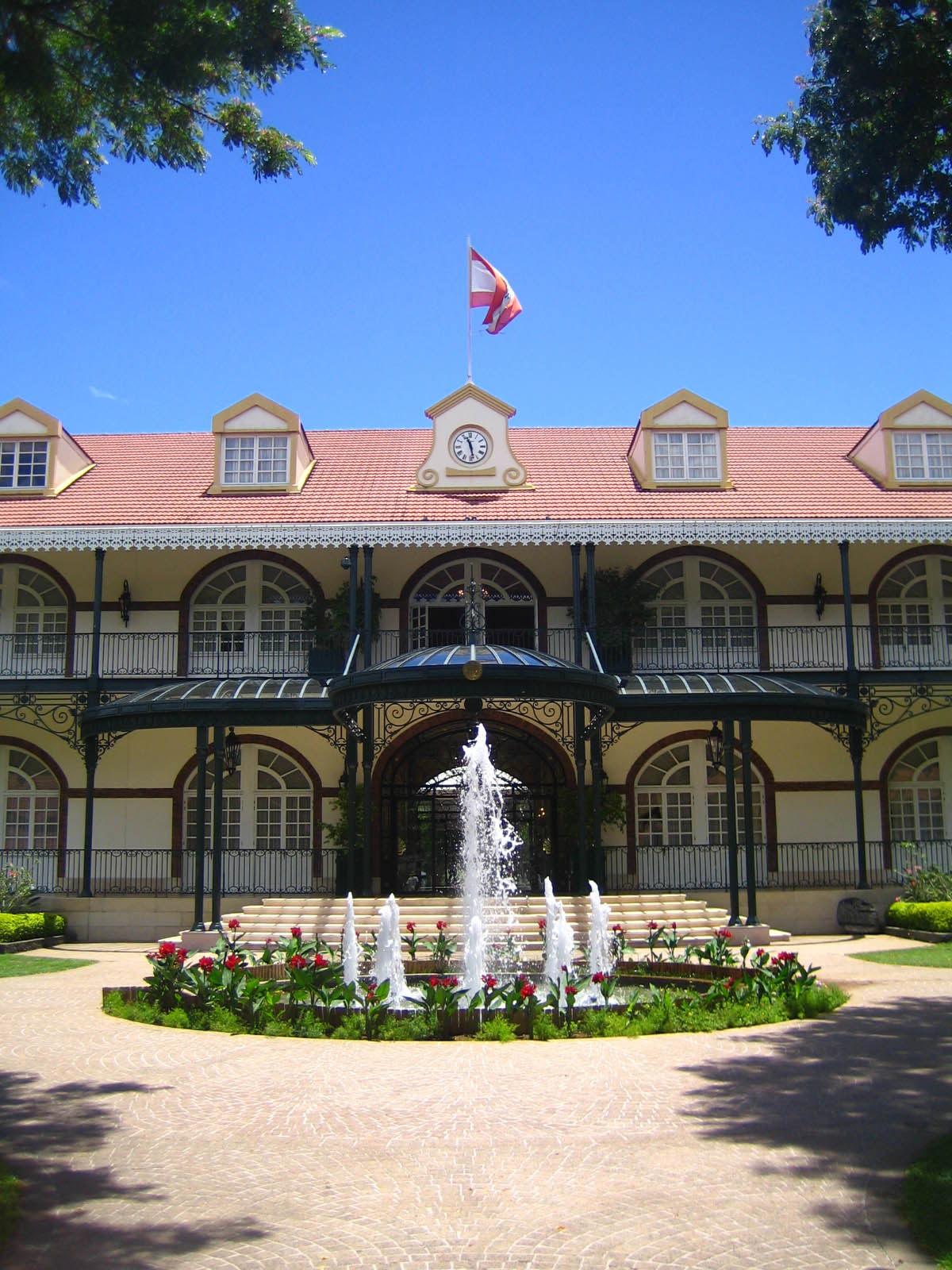
Palau presidencial

El president de la Polinèsia Francesa és el cap del poder executiu del govern de la Polinèsia Francesa. De 1984 a 2004 el càrrec era de president de govern de la Polinèsia Francesa, i des de juny de 2004 és president de la Polinèsia Francesa. Des de 2008 s'escull en eleccions presidencials separades i no pas en les legislatives.
| Nom                 | Dades de mandat                                 | Partit polític       |
| ------------------- | ----------------------------------------------- | -------------------- |
| Gaston Flosse       | 6 de setembre de 1984 - 7 de febrer de 1987     | Tahoera'a Huiraatira |
| Jacky Teuira        | 13 de febrer de 1987 - 7 de desembre de 1987    | Tahoera'a Huiraatira |
| Alexandre Léontieff | 9 de desembre de 1987 - 5 d'abril de 1991       | Te Tiarama           |
| Gaston Flosse       | 5 d'abril de 1991 - 14 de juny de 2004          | Tahoera'a Huiraatira |
| Oscar Temaru        | 14 de juny de - 22 d'octubre de 2004            | Tavini Huiraatira    |
| Gaston Flosse       | 22 d'octubre de 2004 - 3 de març de 2005        | Tahoera'a Huiraatira |
| Oscar Temaru        | 3 de març de 2005 - 26 de desembre de 2006      | Tavini Huiraatira    |
| Gaston Tong Sang    | 26 de desembre de 2006 - 13 de setembre de 2007 | Tahoera'a Huiraatira |
| Oscar Temaru        | 13 de setembre de 2007 - 23 de febrer de 2008   | Tavini Huiraatira    |
| Gaston Flosse       | 23 de febrer de - 15 d'abril de 2008            | Tahoera'a Huiraatira |
| Gaston Tong Sang    | 15 d'abril de 2008 - 11 de febrer de 2009       | To Tatou Ai'a        |
| Oscar Temaru        | 11 de febrer de 2009 - 24 de novembre de 2009   | Tavini Huiraatira    |
| Gaston Tong Sang    | 24 de novembre de 2009                          | To Tatou Ai'a        |